# 상티넬
《상티넬》(프랑스어: Sentinelle)은 2021년에 공개한 프랑스의 영화이다.

## 캐스팅

### 주연
- 올가 쿠릴렌코 : 클라라 역
- 마릴린 리마 : 타니아 역

### 조연
- 캐롤 웨이어스 : 캐서린 밀러 대위 역
- 미셸 나보코프 : 레오노드 카드니코프 역
- 마틴 스와베이 : 에릭 조베르트 중위 역